# Al-Hàkam ibn Ukkaixa
Al-Hàkam ibn Ukkaixa —àrab: الحكم بن عكاشة, al-Ḥakam ibn ʿUkkāxa— (? - Sevilla, 15 d'agost de 1075) fou un militar muladí andalusí.
El seu pare, Ukkaixa o Ukaixa, fou un dels muwàl·lads (conversos, coneguts com a muladís) que va donar suport a Úmar ibn Hafsun i van dominar les fortaleses de la regió de Jaén i Martos fins a la campanya d'Abd-ar-Rahman III, coneguda com de Monteleón, quan es van sotmetre incondicionalment i van rebre l'aman («perdó»), però foren enviats junt amb les seves famílies a viure a Còrdova per estar controlats de prop. Al-Hàkam va créixer en aquesta ciutat.
El califat, desintegrat en taifes fou abolit i proclamada la República de Qurtuba el 1031 dirigida per Abu-l-Hazm Jàhwar ibn Muhàmmad ibn Jàhwar, fundador de la dinastia djahwàrida, que va morir el 1043 després de dotze anys de govern, i el va succeir el seu fill Abu-l-Walid Muhàmmad ibn Jàhwar ar-Raixid, que sense les grans qualitats del seu pare va deixar bona part del govern en mans del visir Ibn ar-Rakka o as-Sakka. En aquest temps Al-Hàkam estava al servei d'Ibn as-Sakka que finalment va exercir tot el poder, provocant la reacció d'un fill d'Abu-l-Walid Muhàmmad, de nom Abd-al-Màlik ibn Muhàmmad al-Mansur, que va assassinar al visir el març del 1058. Després d'això, el seu pare el va nomenar hereu i li va deixar el govern efectiu. L'assassinat del visir va suposar l'empresonament d'al-Hàkam, com un dels lleials del mort, però va poder fugir i arribar als dominis del rei de Toledo, Al-Mamun, que pretenia annexionar Còrdova als seus dominis.
El 1069, mort el rei de Sevilla Al-Mútadid, el rei de Toledo va provar de conquerir Còrdova. Abd-al-Màlik ibn Muhàmmad al-Mansur va demanar ajut al rei sevillà Al-Mútamid que va enviar 1.300 soldats que van salvar la ciutat; però els mateixos oficials sevillans van instigar als notables locals a demanar la destitució del visir de Còrdova Ibn Assaka (a les cròniques Aben Assaia); finalment el visir fou destituït (1069) però això va deixar encara amb més poder a Abd-al-Màlik.
L'emir de Toledo va enviar una expedició a Còrdova i va assetjar la ciutat i Abd-al-Malik ibn Muhàmmad al-Mansur, va haver de cridar altre cop als sevillans, i aquestos van rebutjar als assetjants, i llavors van instigar una revolta local a Còrdova que va fer presoner a Abd-al-Màlik i al seu pare Abu-l-Walid Muhàmmad i els va entregar al rei de Sevilla; els dos homes foren enviats desterrats a una illa enfront de Huelva i amb ells va acabar la dinastia, quedant Còrdova incorporada a l'Emirat d'Ixbíliya. Al-Hàkam per la seva banda fou nomenat pel rei toledà governador d'una fortalesa de frontera al sud dels seus dominis.
Aprofitant l'hostilitat dels cordovesos contra els sevillans, va fer un cop de mà i va ocupar Còrdova per sorpresa matant al governador Abbad, fill d'Al-Mútamid, i al cap dels mercenaris sevillans, Ibn Martín; això li va permetre dominar la situació sense trobar gairebé resistència, i va proclamar rei a Al-Mamun que llavors era a València. Al-Mamun va marxar a Còrdova on va entrar solemnement el 13 de febrer de 1075 però va morir al cap de quatre mesos segurament enverinat (1 de juliol de 1075). Va esclatar llavors una revolta popular i els caps rebels van cridar als abbadites de Sevilla.
Al-Hàkam ibn Ukkaixa va fugir sense intentar resistir, però al passar pel pont del Guadalquivir fou mort per un jueu. El seu cadàver fou crucificat junt amb el d'un gos. El seu fill Hariz ibn al-Hakam va poder fugir a Toledo on el nou rei, Al-Qàdir el va nomenar comandant de la fortalesa de Qàlat Rabah.